# Tejút
Pour plus de détails, voir Fiche technique et Distribution.
Tejút est un film hongrois réalisé par Benedek Fliegauf et sorti en 2007.

## Fiche technique
- Titre hongrois : Tejút
- Titre français : La Voie lactée
- Réalisation : Benedek Fliegauf
- Scénario : Benedek Fliegauf
- Photographie : Ádám Fillenz etGergely Pohárnok
- Montage : Katalin Mészáros
- Musique : Raptor's Kollektíva
- Son : Tamás Beke
- Décors : Benedek Fliegauf
- Société de production : Inforg Stúdió
- Pays de production :  Hongrie
- Durée : 82 minutes
- Dates de sortie : 
  - Suisse : août 2007 (Festival de Locarno)
  - France : juillet 2008 (Festival Paris Cinéma)
  - Pays-Bas : 30 octobre 2008[1]

## Distribution
- Barbara Balogh
- Sándor Balogh
- Péter Balázs
- Danny Barnes
- László Benedek
- Jenõ Bodrogi
- János Breckl
- Barbara Thurzó

## Récompense
- Léopard d'or (section « Cinéastes du présent ») au Festival international du film de Locarno 2007[2]